# Salvador Viniegra
Salvador Viniegra y Lasso de la Vega (* 23. November 1862 in Cádiz; † 29. April 1915 in Madrid) war ein spanischer Historienmaler und Kunstmäzen.

## Leben

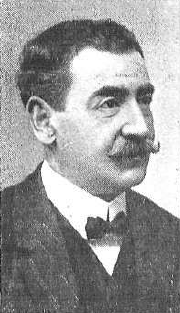
Salvador Viniegra

Viniegra begann zunächst ein Jurastudium, entschloss sich dann aber Maler zu werden und besuchte die Escuela de Bellas Artes de Cádiz. Dort war er Schüler von Rámon Rodríguez Barcaza und José Pérez Jiménez. Zu seinen frühen bekannteren Werken zählt eine Reihe von Aquarellen, die 1877 als Album zusammengefasst veröffentlicht wurden. In den darauffolgenden Jahren gewann er bei regionalen Ausstellungen mehrere Kunstpreise. Er reiste nach Rom und studierte dort Aktzeichnen, bis er 1882 nach Spanien zurückkehrte. Noch im gleichen Jahr gewann er mit dem Gemälde Un patio de Sevilla (Ein Innenhof in Sevilla) bei der Exposición de Hernández. Sein großformatiges Gemälde La bendición de los campos en 1800 wurde 1887 bei der Exposición Nacional de Madrid ausgestellt und gewann dort einen ersten Preis in seiner Kategorie.
Viniegra gewann 1890 den Wettbewerb um ein Stipendium an der Academia Española de Bellas Artes in Rom, wo er bis November 1896 lebte. Dieser Zeitraum gilt als der schöpferischste in seinem umfangreichen Schaffen. Seine Werke wurden vielfach international ausgestellt (unter anderem in München, Rom und Budapest), gewannen internationale Kunstpreise, und machten ihn zu einem der bekanntesten Maler Europas seiner Zeit.
In den Jahren 1890–1898 war er stellvertretender Direktor und Kurator des Museo del Prado in Madrid und wurde in dieser Zeit ein wichtiger Förderer der Künste und insbesondere der Musik; er selbst war auch ein angesehener Cellist. Zu den von ihm geförderten Künstlern zählen der Komponist Manuel de Falla und der Cellist und Dirigent Juan Ruiz Casaux

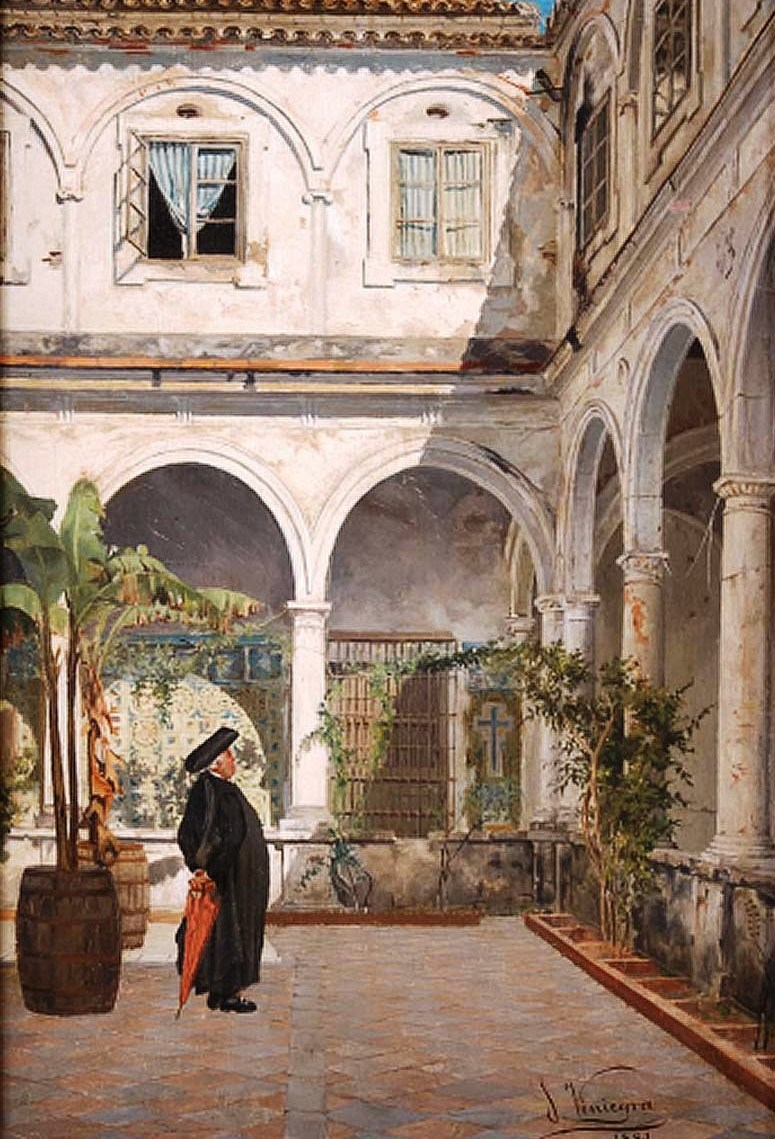
Patio del Convento de San Francisco de Cádiz, 1881
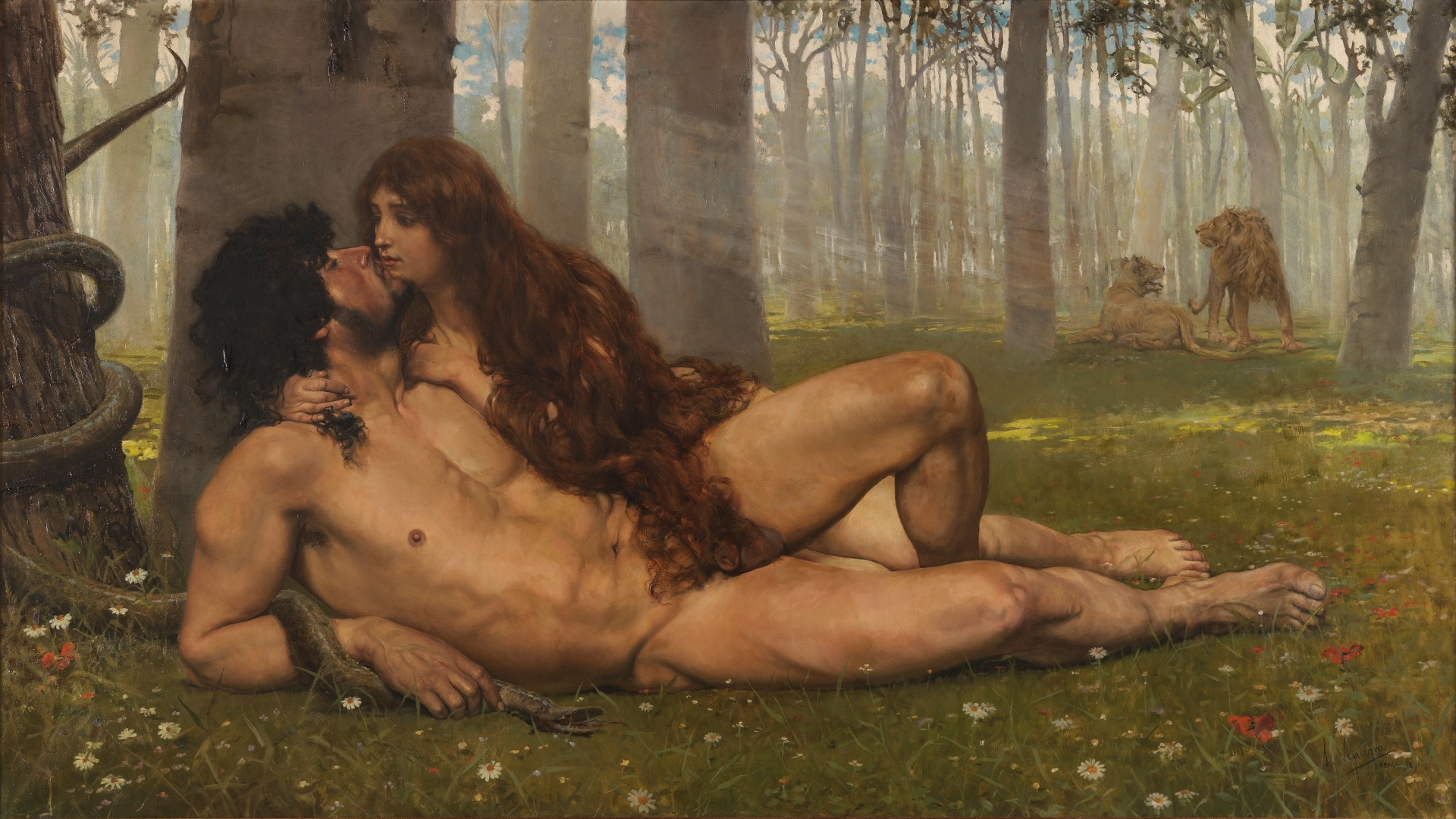
El primer beso de Adan y Eva, 1891
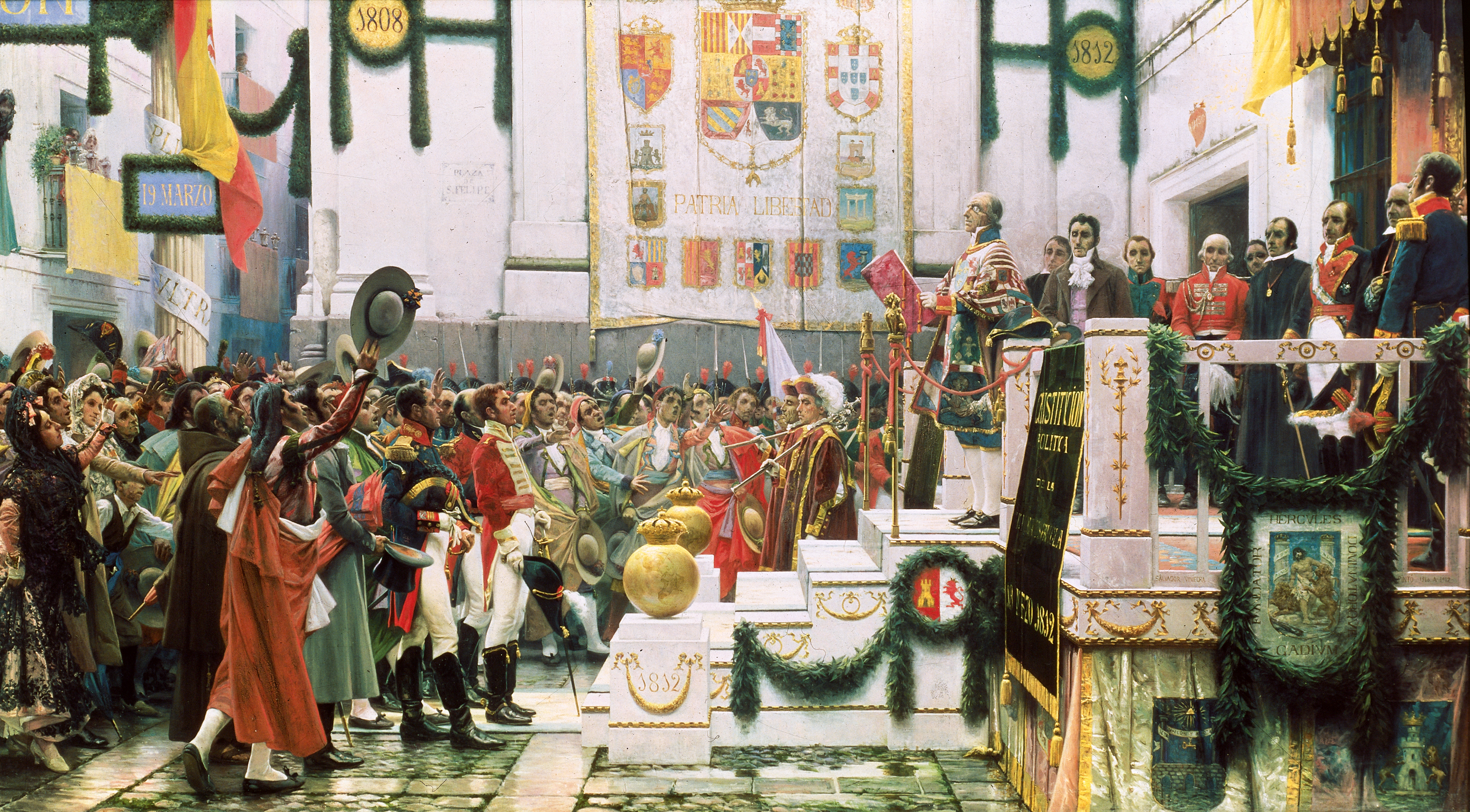
La promulgación de la Constitución de Cádiz